# Tuyên bố chung Trung-Nhật
Tuyên bố chung Chính phủ nước Cộng hòa Nhân dân Trung Hoa và Chính phủ nước Nhật Bản (tiếng Trung: 中华人民共和国政府和日本国政府联合声明, tiếng Nhật: 日本国政府と中華人民共和国政府の共同声明), gọi tắt là Tuyên bố chung Trung-Nhật, được chính phủ hai bên ký kết khi bình thường hóa quan hệ ngoại giao vào ngày 29 tháng 9 năm 1972.

## Bối cảnh
Quan hệ Trung-Xô vốn mật thiết trở nên xấu đi, dẫn đến bùng phát chiến tranh biên giới vào năm 1969, khiến cho an ninh của Trung Quốc chịu uy hiếp nghiêm trọng. Nhu cầu tìm kiếm đồng minh mới của Trung Quốc nhằm liên thủ chống Liên Xô trở nên cấp bách. Ở phương diện khác, một đồng minh của Mao Trạch Đông trong thời kỳ đầu cuộc Cách mạng văn hóa là Lâm Bưu vào năm 1971 có âm mưu phát động chính biến, tuy kết cục chính biến bất thành và ông này mất mạng trên đường đào thoát, sự kiện là cú đả kích nghiêm trọng đối với Mao. Tuy vậy, năng lực quốc gia của Trung Quốc sau 20 năm có bước phát triển mạnh. Vào tháng 10 năm 1971, Nghị quyết 2758 của Đại hội đồng Liên Hợp Quốc trao cho chính quyền Bắc Kinh vị thế đại diện của Trung Quốc trong tổ chức này. Sau đó, Canada cùng các quốc gia phương Tây khác bắt đầu lần lượt thừa nhận nước Cộng hòa Nhân dân (CHND) Trung Hoa. Tháng 2 năm 1972, Tổng thống Hoa Kỳ Richard Nixon công du Trung Quốc, hai bên cùng ban hành Thông cáo Thượng Hải, sự kiện làm chấn động toàn thế giới thời bấy giờ.

Hai nhà lãnh đạo Trung Quốc Mao Trạch Đông và Chu Ân Lai

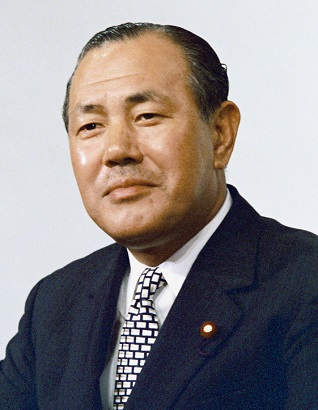
Thủ tướng Nhật Bản Tanaka Kakuei

Sau năm 1949, Nhật Bản lựa chọn chính sách "tách biệt chính trị – kinh tế" đối với Trung Quốc, tuy vậy cùng với việc giao lưu kinh tế, mậu dịch và văn hóa giữa hai quốc gia ngày càng mật thiết, lời kêu gọi Trung-Nhật khôi phục bang giao ngày càng lớn. Ảnh hưởng quốc tế ngày càng tăng của Trung Quốc không cho phép Nhật Bản thờ ơ, các động thái ngoại giao của Nixon và Henry Kissinger biểu thị chính sách đối với Trung Quốc của Nhật Bản buổi đương thời đã thất bại.
Năm 1972, trong cuộc bầu cử chủ tịch của Đảng Dân chủ Tự do Nhật Bản, quan hệ Nhật-Trung trở thành một trong các nghị đề trọng yếu nhất, Tanaka Kakuei hứa trong quá trình tranh cử rằng, sau khi đắc cử ông sẽ thực hiện bình thường hóa bang giao Nhật-Trung. Kết quả tuyển cử: Tanaka đánh bại đối thủ lớn là Fukuda Takeo đương thời thuộc phái thân Đài Loan. Tháng 7 cùng năm, sau khi Tanaka nhậm thức Thủ tướng Nhật Bản, ông tán thành sự nhận thức về "ba nguyên tắc khôi phục bang giao" do Chính phủ Trung Quốc đặt ra (nội dung là thừa nhận CHND Trung Hoa là chính phủ hợp pháp duy nhất, nhận thức và tôn trọng chủ trương Đài Loan là bộ phận không thể chia cắt của CHND Trung Hoa, và phế bỏ "Hòa ước Trung-Nhật" ký năm 1952), và Chính phủ Trung Quốc có phản ứng tích cực với động thái này. Ngày 25 tháng 9 cùng năm, Tanaka cùng Bộ trưởng Bộ ngoại giao Ōhira Masayoshi và Chánh văn phòng Nội các Nikaido Susumu công du Trung Quốc, hội kiến Chủ tịch nước Trung Quốc Mao Trạch Đông, Thủ tướng Chu Ân Lai và Bộ trưởng Ngoại giao Cơ Bằng Phi, thương thảo về vấn đề hai quốc gia kiến lập bang giao, ra thông cáo chung và các vấn đề khác. Sáng ngày 29 tháng 9, đại biểu hai quốc gia tại đại sảnh đông của Đại lễ đường Nhân dân Bắc Kinh cử hành nghi thức ký kết "Thông cáo chung Trung-Nhật", những người đặt bút ký bên phía Nhật Bản là Tanaka Kakuei và Ohira Masayoshi, còn bên phía Trung Quốc là Chu Ân Lai và Cơ Bằng Phi.

## Nội dung
Người ký
- Phía Nhật Bản

Thủ tướng: Tanaka Kakuei
Bộ trưởng Ngoại giao: Ōhira Masayoshi
- Phía Trung Quốc

Thủ tướng: Chu Ân Lai
Bộ trưởng Ngoại giao: Cơ Bằng Phi
Nội dung chủ yếu của tuyên bố chung là nhấn mạnh tình hữu nghị lâu dài giữa Trung Quốc và Nhật Bản, kết thúc trạng thái không bình thường giữa hai quốc gia (trạng thái chiến tranh), Nhật Bản thừa nhận trách nhiệm gây tổn hại to lớn cho người dân Trung Quốc trong Chiến tranh Trung-Nhật.
Tám nội dung chủ yếu là
1. Trung-Nhật kết thúc quan hệ không bình thường;
2. Nhật Bản thừa nhận Chính phủ nước Cộng hòa Nhân dân Trung Hoa là chính phủ hợp pháp duy nhất của Trung Quốc (gián tiếp phủ nhận Chính phủ Trung Hoa Dân Quốc — Đài Loan);
3. Chính phủ Trung Quốc tái xác nhận: Đài Loan là một bộ phận không thể phân chia của lãnh thổ Trung Quốc. Chính phủ Nhật Bản hoàn toàn nhận thức và tôn trọng lập trường này của Chính phủ Trung Quốc, đồng thời cũng kiên trì lập trường tuân theo điều 8 trong Tuyên bố Potsdam.
4. Thiết lập bang giao Trung-Nhật.
5. Chính phủ Trung Quốc tuyên bố: Vì hữu hảo của nhân dân hai nước Trung-Nhật, từ bỏ yêu cầu Nhật Bản bồi thường chiến tranh;
6. Hai nước Trung-Nhật dựa trên cơ sở 5 nguyên tắc cùng tồn tại hòa bình thiết lập quan hệ hữu hảo hòa bình lâu dài, dùng phương thức hòa bình giải quyết toàn bộ tranh chấp;
7. Phản đối chủ nghĩa bá quyền;
8. Tiến hành lấy ký kết điều ước hòa bình hữu hảo làm mục đích đàm phán.

## Tuyên bố bổ sung
Ngày 29 tháng 9 năm 1972, sau khi cùng ký kết Tuyên bố chung Trung-Nhật, Bộ trưởng Ngoại giao Nhật Bản liền tiến hành phát biểu bổ sung: Do kết quả bình thường hóa quan hệ ngoại giao giữa Trung Quốc và Nhật Bản, tuyên bố "Hòa ước Trung-Nhật" do Trung Hoa Dân Quốc và Nhật Bản ký kết năm 1952 mất ý nghĩa tồn tại nên tuyên cáo kết thúc, phía Trung Quốc đồng ý Bộ trưởng Ngoại giao Nhật Bản sử dụng hình thức phát biểu đàm thoại để tuyên cáo điều ước này kết thúc, cần phải xem Hòa ước Trung-Nhật là phi pháp, vô hiệu, phải bãi bỏ (một trong ba nguyên tắc khôi phục quan hệ) thì mới có tuyên bố chung..

## Ảnh hưởng
Việc ký kết Tuyên bố chung Trung-Nhật đã kết thúc nhiều năm quan hệ lạnh nhạt sau Thế chiến II giữa hai nước, từ đó quan hệ hai nước và giao lưu song phương phát triển sôi nổi. Trung Quốc và Nhật Bản lập quan hệ hòa bình hữu hảo cũng là tiến triển quan trọng đối với hòa bình tại châu Á. Xét theo tình hình đương thời, sự kiện Trung-Nhật lập bang giao khiến cho chiến lược hướng Viễn Đông của Liên Xô bị chậm lại, an ninh của Trung Quốc và Nhật Bản đều được cải thiện; Nhật Bản và Trung Quốc lập bang giao cũng khiến cho thêm nhiều quốc gia thừa nhận chính quyền Bắc Kinh, số quốc gia lập bang giao với Trung Quốc tăng vọt. Nội các Tanaka xúc tiến thành công bình thường hóa bang giao Nhật-Trung khiến họ được ủng hộ cao hơn nữa trong nước, tuy nhiên điều này nhanh chóng bị mất đi trong khủng hoảng dầu mỏ vào năm sau.
Chính phủ Trung Quốc chấp thuận từ bỏ yêu cầu Nhật Bản bồi thường chiến tranh, khiến bình thường hóa quan hệ ngoại giao Trung-Nhật hoàn thành thuận lợi. Do đương thời Chính phủ Nhật Bản suy xét rằng nếu Chính phủ Trung Quốc đề xuất bồi thường chiến tranh với con số khổng lồ, tất sẽ là cú đánh mạnh vào kinh tế Nhật Bản, nên chẳng thà hoãn khôi phục bang giao. Tuy nhiên, đối với vấn đề này giữa hai bên vẫn còn khác biệt, Nhật Bản nhận định Chính phủ Trung Quốc chấp thuận từ bỏ bồi thường chiến tranh, bao gồm cả yêu cầu bồi thường của chính phủ và dân chúng, tuy nhiên Chính phủ Trung Quốc kiên trì rằng đó chỉ là từ bỏ yêu cầu bồi thường của chính phủ, không ảnh hưởng đến yêu cầu bồi thường của dân chúng. Sự khác biệt này thể hiện rõ trong vụ án tố tụng của lao công Trung Quốc đối với Công ty Xây dựng Nishimatsu vào năm năm 2007.
Tuy nhiên, Tuyên bố chung Trung-Nhật không phải là văn kiện có tính pháp luật chính thức của hai quốc gia, chỉ là tuyên bố chung của lãnh đạo chính phủ hai bên. Đến năm 1978, hai bên ký kết "Hiệp ước hòa bình hữu hảo Trung-Nhật", nguyên tắc trong Tuyên bố chung Trung-Nhật mới xác lập tính pháp lý.